# 東江雄斗
東江 雄斗（あがりえ ゆうと、1993年7月6日 - ）は、沖縄県浦添市出身のハンドボール選手。日本ハンドボールリーグのジークスター東京所属。
実兄も同じく琉球コラソンのハンドボール選手の東江太輝。

## 経歴

### 学生時代
父が元実業団のハンドボール選手、母が体育大学出身で国体出場経験のあるハンドボール選手という家庭環境でハンドボールを始める。浦添市立神森中学校時代は2008年に沖縄県選抜のメンバーとして第17回JOCジュニアオリンピックカップで優勝を経験し、最優秀選手に選ばれた。
中学卒業後は興南高等学校へ進学。2010年3月の全国高等学校ハンドボール選抜大会では有望選手に選ばれた。大会後は第4回男子ユースアジア選手権の日本代表U-19に選出。
2011年はエースとして県高校総体の7年連続優勝に貢献した が、全国大会の準々決勝で藤代紫水高等学校（茨城県）に敗れた。同大会では優秀選手賞を受賞。
高校卒業後は早稲田大学へ進学。2012年は第13回男子ジュニアアジア選手権の日本代表U-21に選出された。
2013年は関東学生ハンドボール・春季リーグで優秀新人賞を受賞し、秋季リーグで優秀選手に選ばれた。同年の全日本学生ハンドボール選手権大会（インカレ）では優秀選手賞を受賞。
2014年は春季リーグ・秋季リーグで3季連続となる優秀選手に選出。同年は第22回世界学生選手権の日本代表U-24に選ばれた。
2015年は第28回ユニバーシアード競技大会の日本代表に選出。同年のインカレでは2年ぶりに優秀選手賞を受賞した。12月29日に日本代表に初選出。

### 実業団入り
2016年1月20日に日本ハンドボールリーグの大同特殊鋼へ加入。シーズン終了後の6月に第23回世界学生選手権の日本代表U-24に選出された。8月の第6回社会人選手権では最優秀新人賞を獲得した。
2016-17年シーズンは得点王（120点）、最優秀選手賞、ベストセブン賞を受賞。プレーオフでは殊勲選手賞に選出された。
2017年には世界選手権の日本代表に選出された。同年の第7回社会人選手権ではMVPに選ばれ、4年ぶりの優勝に貢献した。9月1日にはスポーツブランドのサルミング（SALMING）とスポンサー契約を締結。2017-18年シーズンはリーグトップのフィールド得点（133得点、当時リーグ史上最高得点）を記録。総得点はリーグ2位に終わり、2年連続でベストセブン賞を受賞した。
2018-19年シーズンから副主将に就任。2018年の第8回社会人選手権ではベストセブンに選ばれた。
2021年4月30日に大同特殊鋼からの退団を発表。5月7日にジークスター東京への移籍を発表した。

## 人物・プレースタイル
目標とする選手は白元喆とイヴァノ・バリッチ。

## 詳細情報

### 年度別成績
| 年       | チーム     | 試合 | フィールド 得点 | 率   | 7m    | 合計    | 警告 | 退場 | 失格 |
| -------- | ---------- | ---- | --------------- | ---- | ----- | ------- | ---- | ---- | ---- |
| 2015-16  | 大同特殊鋼 | 7    | 24/49           | .490 | 1/1   | 25/50   | 1    | 0    | 0    |
| 2016-17  | 大同特殊鋼 | 16   | 92/171          | .538 | 28/33 | 120/204 | 4    | 0    | 0    |
| 2017-18  | 大同特殊鋼 | 21   | 133/247         | .538 | 23/32 | 156/279 | 5    | 4    | 0    |
| 2018-19  | 大同特殊鋼 | 24   | 115/210         | .548 | 14/19 | 129/229 | 2    | 4    | 1    |
| JHL：4年 | JHL：4年   | 68   | 364/677         | .538 | 66/85 | 430/762 | 12   | 8    | 1    |

- 各年度の太字はリーグ最高

### JHLプレーオフ
| 年      | チーム     | 試合                       | フィールド 得点 | 率   | 7m  | 合計  | 警告 | 退場 | 失格 |
| ------- | ---------- | -------------------------- | --------------- | ---- | --- | ----- | ---- | ---- | ---- |
| 2015-16 | 大同特殊鋼 | 大崎電気戦 (準決勝)        | 0/2             | .000 | 0/0 | 0/2   | 0    | 0    | 0    |
| 2016-17 | 大同特殊鋼 | 湧永製薬戦 (準決勝)        | 9/16            | .563 | 0/0 | 9/16  | 0    | 0    | 0    |
| 2016-17 | 大同特殊鋼 | 大崎電気戦 (決勝)          | 7/13            | .538 | 4/5 | 11/18 | 0    | 0    | 0    |
| 2017-18 | 大同特殊鋼 | 豊田合成戦 (1stステージ)   | 6/11            | .545 | 0/0 | 6/11  | 0    | 0    | 0    |
| 2017-18 | 大同特殊鋼 | トヨタ車体戦 (2ndステージ) | 9/15            | .600 | 2/2 | 11/17 | 0    | 0    | 0    |
| 2018-19 | 大同特殊鋼 | トヨタ車体戦 (1stステージ) | 5/9             | .556 | 2/2 | 7/11  | 0    | 0    | 0    |

### タイトル・表彰

#### 日本ハンドボールリーグ
- 最優秀選手賞：1回 (2016年)
- 殊勲選手賞：1回 (2016年)
- ベストセブン賞：2回 (2016年・2017年)
- 得点王：1回 (2016年)
- フィールド得点賞：1回 (2017年)

#### 社会人選手権
- MVP：1回 (2017年)
- ベストセブン：1回 (2018年)
- 最優秀新人賞 (2016年)

### 記録

#### 日本ハンドボールリーグ
- フィールドゴール初得点：2016年2月11日、対トヨタ自動車東日本戦（大和町総合体育館）[32]
- 7mスロー初得点：2016年2月27日、対北陸電力戦（佐賀県総合体育館）[33]
- 通算400得点：2019年2月11日、対琉球コラソン戦（富士宮市民体育館）[34]

### 背番号
- 20 (2016年 - 2021年)
- 77 (2021年 - )

## 代表歴

### 日本代表
- 世界選手権 (2017年・2019年)
- アジア選手権 (2016年・2018年)
- アジア競技大会 (2018年)
- ジャパンカップ (2018年・2019年)
- ヒロシマ国際大会 (2016年)
- 日韓定期戦 (2016年・2017年・2018年・2019年)
- インターナショナルマッチ (2018年)
- 欧州遠征 (2019年)

#### 大会別成績
| 年     | 大会       | 対戦国                  | フィールド 得点 | 率    | 7m  | 合計 | 警告 | 退場 | 失格 |
| ------ | ---------- | ----------------------- | --------------- | ----- | --- | ---- | ---- | ---- | ---- |
| 2017年 | 世界選手権 | ロシア戦 (予選)         | 1/4             | .250  | 1/1 | 2/5  | 0    | 0    | 0    |
| 2017年 | 世界選手権 | フランス戦 (予選)       | 0/2             | .000  | 2/2 | 2/4  | 0    | 0    | 0    |
| 2017年 | 世界選手権 | ブラジル戦 (予選)       | 1/1             | 1.000 | 2/3 | 3/4  | 0    | 0    | 0    |
| 2017年 | 世界選手権 | ポーランド戦 (予選)     | 0/0             | -     | 3/3 | 3/3  | 0    | 0    | 0    |
| 2017年 | 世界選手権 | ノルウェー戦 (予選)     | 1/3             | .333  | 1/1 | 2/4  | 0    | 0    | 0    |
| 2017年 | 世界選手権 | アンゴラ戦 (順位決定戦) | 3/6             | .500  | 3/3 | 6/9  | 0    | 0    | 0    |
| 2017年 | 世界選手権 | チリ戦 (21-22位戦)      | 6/9             | .667  | 3/3 | 9/12 | 0    | 0    | 0    |
| 2019年 | 世界選手権 | 北マケドニア戦 (予選)   | 2/3             | .667  | 0/0 | 2/3  | 0    | 0    | 0    |
| 2019年 | 世界選手権 | クロアチア戦 (予選)     | 3/6             | .500  | 0/0 | 3/6  | 0    | 0    | 0    |
| 2019年 | 世界選手権 | スペイン戦 (予選)       | 2/3             | .667  | 0/0 | 2/3  | 0    | 0    | 0    |
| 2019年 | 世界選手権 | アイスランド戦 (予選)   | 3/6             | .500  | 1/1 | 4/7  | 0    | 0    | 0    |
| 2019年 | 世界選手権 | バーレーン戦 (予選)     | 1/2             | .500  | 1/3 | 2/5  | 0    | 0    | 0    |
| 2019年 | 世界選手権 | 朝鮮戦 (21-24位戦)      | 3/7             | .429  | 1/1 | 4/8  | 0    | 1    | 0    |
| 2019年 | 世界選手権 | アンゴラ戦 (21-24位戦)  | 3/6             | .500  | 1/1 | 4/7  | 0    | 0    | 0    |

### 日本代表U-24
- 世界学生選手権 (2014年・2016年)
- ユニバーシアード競技大会 (2015年)

### 日本代表U-22
- U-22東アジア選手権 (2013年)

### 日本代表U-21
- ジュニアアジア選手権 (2012年)

### 日本代表U-19
- アジアユース選手権 (2010年)

### 日本代表U-16
- 日韓スポーツ交流 (2008年)